# Accord économique et commercial global
L'accord économique et commercial global (AECG), (en anglais : Comprehensive Economic and Trade Agreement, CETA ; en allemand : Umfassendes Wirtschafts- und Handelsabkommen) est un traité et un accord de libre échange établis entre d'une part, le Canada, et d'autre part l'Union européenne — et ses vingt-huit États membres, dont le Royaume-Uni — (avant le Brexit, parachevé le 31 janvier 2020), dont les négociations sont conclues le 18 octobre 2013 et qui est signé le 30 octobre 2016 par le Premier ministre canadien, Justin Trudeau, et le président du Conseil européen Donald Tusk.
Avant sa mise en œuvre intégrale, « le texte de l'entente doit être ratifié par les parlements canadiens et ceux des vingt-huit États de l'Union européenne ». L'application provisoire de l'accord, qui concerne plus de 90 % de ses dispositions, intervient le 21 septembre 2017,. Une clause prévoit qu'en cas de rejet par l'un des parlements des États membres, l'accord s'applique provisoirement durant trois ans.
Un certain nombre de ses dispositions sur le droit d'auteur sont identiques au controversé accord commercial anti-contrefaçon, qui fut rejeté par le Parlement européen, ce qui a soulevé des préoccupations au sein des promoteurs de la liberté sur Internet et des libertés civiles,.
Pour son initiateur Jean Charest, cet accord est la « grande porte d'entrée pour les Amériques », ainsi qu'une « voie de passage pour les entreprises qui veulent investir au Canada tout en ayant un accès à l'Europe ».
L'accord de libre-échange chercherait à augmenter de 25 % les échanges commerciaux des biens et services entre les deux parties.

## Histoire

### Négociation 2004-2016
Lors du sommet entre l'UE et le Canada du 18 mars 2004, les responsables politiques des deux bords ont décidé de lancer des négociations sur un accord dénommé Accord visant à renforcer le commerce et l'investissement (ARCI) – TIEA pour Trade and Investment Enhancement Agreement en anglais. Cet accord visait à traiter des domaines tels que la facilitation du commerce et de l'investissement, la concurrence, la reconnaissance mutuelle des qualifications professionnelles, les services financiers, le commerce électronique, l'admission temporaire, les petites et moyennes entreprises, le développement durable, et le partage de la science et la technologie. En plus de l'abaissement des barrières, l'ARCI-TIEA visait à susciter l'intérêt des Canadiens et des Européens pour leurs marchés respectifs,. Les négociations sur l'ARCI-TIEA continuèrent jusqu'en 2006, jusqu'à ce que le Canada et l'UE décident de les suspendre.
Les négociations autour de l'AECG ont commencé peu après la publication en octobre 2008 de l'étude conjointe Assessing the Costs and Benefits of a Closer EU-Canada Economic Partnership, produite conjointement par la Commission européenne et le gouvernement du Canada. Le lancement des négociations a été annoncé officiellement le 6 mai 2009 au sommet réunissant les deux parties à Prague. Cet accord, plus ambitieux que l'ARCI-TIEA, a une portée plus large. À la demande de l'Union européenne, les dix provinces canadiennes ainsi que les trois territoires fédéraux de ce pays furent invités à prendre part activement aux négociations. À ce jour, jamais une province canadienne ni un territoire fédéral n'avait participé à des négociations portant sur un traité international.
Le 26 septembre 2014, le gouvernement canadien et le président du Conseil européen, Herman Van Rompuy accompagné du président de la Commission européenne, José Manuel Barroso, ont officiellement dévoilé le contenu de l'AECG, lors d'un sommet à Ottawa et annoncé la conclusion des négociations. L'accord doit encore être traduit en vingt-trois langues et révisé juridiquement avant d'être signé puis ratifié.
En février 2016, l'Union européenne et le Canada présente une nouvelle version du chapitre dédié aux arbitrages des différends, modifiant l'Investor-State Dispute Settlement (ISDS) composé de tribunaux créés pour chaque différend, pour la remplacer par l'Investissement Court System (ICS) dotée d'une plus grande transparence, d'une nomination par les États de juges qui composent une cour permanente avec un système d'appel des jugements,.

### Calendrier du retrait britannique
Le Royaume-Uni a superposé le calendrier de l'Accord économique et commercial global, et celui qui, dans le cadre des relations entre le Royaume-Uni et l'Union européenne, envisage l'hypothèse d'un retrait du Royaume-Uni de l'Union européenne. La mise en œuvre de ce traité est en effet prévue les premiers mois de 2017. Les Britanniques auraient en particulier rassuré l'Allemagne et la France au sujet du mécanisme de règlement des différends entre investisseurs et États. Le gouvernement canadien a annoncé que de son point de vue, l'hypothèse du Brexit ne changerait rien à l'accord liant le Canada à l'Europe. À la suite du vote en faveur du Brexit, la politique commerciale européenne est critiquée pour son manque de transparence et l'absence de contrôle démocratique.

### Application provisoire depuis 2017
Afin que l'accord entre en vigueur, l'ensemble des assemblées législatives régionales, communautaires et fédérales de Belgique doivent le ratifier, processus propre au pays. Le 27 avril 2016, le Parlement wallon annonce son refus de le faire via un vote de défiance. Le 17 octobre 2016, cette même assemblée s'oppose de nouveau à l'AECG. Le gouvernement fédéral belge approuve finalement le traité le 28 octobre 2016, après que le Parlement wallon a obtenu des clarifications à propos de dispositions relatives à la clause de sauvegarde pour les produits agricoles et au mécanisme de règlement des différends entre investisseurs et États. L'accord est signé le 30 octobre à Bruxelles en présence du Premier ministre du Canada Justin Trudeau et du président du Conseil européen Donald Tusk. En octobre 2016, la Bulgarie conditionne sa ratification du texte à la suppression des visas pour ses ressortissants au Canada.
L'accord a été voté et adopté le 15 février 2017 au Parlement européen et doit être ratifié par différents parlements nationaux. L'accord doit être adopté de manière provisoire et partielle à partir du 21 septembre 2017, sur les volets de compétences exclusives à l'UE, excluant temporairement certains volets de compétences partagées nécessitant le vote des pays membres de l'UE, comme la question des tribunaux d'arbitrage ou de la propriété intellectuelle,. Environ 90 % des dispositions de l'accord seront appliquées, en particulier l'élimination des droits de douane dans les deux sens et l'accès aux marchés publics canadiens pour les entreprises européennes,.

### Ratification par le Parlement français et suivi du gouvernement français
Avant son élection, Emmanuel Macron avait déclaré son intention de mettre en place une évaluation des conséquences du projet d'accord, avant d’en tirer « toutes les conclusions » et de le faire modifier si besoin. Lorsque l'AECG entre en vigueur le 21 septembre 2017, la commission d'experts indépendants mise en place par le président de la République — aussi appelée « Commission Schubert », du nom de sa présidente, Madame Katheline Schubert, professeure d'économie à l'université Panthéon-Sorbonne — souligne le « manque d'ambition » de l'accord sur le plan environnemental, notamment en matière climatique,.
En octobre 2017, le gouvernement français publie un « Plan d'action AECG/CETA » qui formalise le suivi de la mise en œuvre de l'accord et « répond par des actions concrètes et opérationnelles aux points de vigilance soulignés par la commission Schubert ».
Dans la suite du Plan d'action, en février 2019, un rapport de l'inspection des finances et du Conseil général de l'alimentation, de l'agriculture et des espaces ruraux sur l'impact de l'AECG sur les filières agricoles sensibles propose de mettre en place un suivi des effets de l'accord sur cinq filières agricoles pré-identifiées : viande de bœuf, viande de porc, sucre, éthanol et volailles, bien que la viande de volailles soit exclue du champ de l'accord.
L'Assemblée nationale vote la ratification de l'AECG le 23 juillet 2019. À la suite de ce vote, les permanences parlementaires d'une vingtaine de députés LREM qui avaient voté en faveur de l'accord sont dégradées, notamment par des agriculteurs mécontents et des gilets jaunes,. Selon Mediapart, « sa ratification par le Sénat semble compromise, puisque LREM est la seule formation à encore défendre – du bout des lèvres – ce traité ».
En juin 2020, la Convention citoyenne pour le climat se prononce à une large majorité (124 membres sur 150) pour que la France « [notifie] officiellement sa décision définitive de ne pas ratifier le Ceta en l’état » et « [dénonce] l’application provisoire de l’accord », et pour que les objectifs climatiques de l’Accord de Paris sur le climat soient intégrés au texte.

## Ratification
| Parlement de Wallonie | (région) (communauté) |

| Parlement flamand | (région) (communauté) |

| Commission communautaire commune | (Cocof) (Cocon) |

## Contenu de l'accord
Le texte de l'accord fait 2 344 pages.

### Suppression des droits de douane et exceptions
L'AECG implique la suppression des droits de douane pour presque tous les produits, soit près de 98 % des droits de douane entre les deux régions, dès la mise en œuvre de l'accord,,. Ainsi, les droits de douane sur les produits forestiers passeront en moyenne de 1,2 % (avec un maximum sur certains produits de 10 %) à 0 %, et ceux sur les produits chimiques et plastique en moyenne de 4,9 % (avec un maximum de 6,5 %) à 0 %. Il supprime également 90,9 % des droits de douane sur les produits agricoles, ainsi que les droits de douane sur les produits manufacturés qui sont en moyenne entre 1,8 % et de 3,3 % selon le secteur, qui sont au maximum sur certains produits de 22 %. De même, il supprime les droits de douane sur les produits miniers et métalliques comme ceux sur l'aluminium et ses dérivés qui étaient de 6,3 %, sur le nickel et ses dérivés qui étaient de 3,3 % ou encore sur le cuivre, le zinc, le plomb et l'étain et leur dérivés qui étaient de 3,1 % en moyenne.
Pour certains produits l'élimination des droits de douane est progressive sur 3, 5 ou 7 ans, cela concerne notamment le secteur automobile, certains produits de la mer et quelques produits agricoles. Cependant, même dans ces catégories une large majorité des produits voient leurs droits de douane être supprimés immédiatement, avec par exemple des droits de douane sur les produits de la mer qui pouvaient aller jusqu'à 20 % sur les crevettes, ou encore pour les produits agricoles des droits de douane européens de 12 % sur les cerises, de 9 % sur les pommes, de 17 % sur les canneberges, ou encore de 17,3 % sur le miel. Certains produits agricoles voient la suppression de droits de douane variables comme le blé dur qui avait des droits de douane compris entre 190 dollars/tonne et zéro selon la situation de marché, ou le blé commun avec des droits de douane maximum de 122 dollars par tonne, l'avoine avec des droits de douane fixes de 89 euros/tonne, l'orge et le seigle avec des droits de douane fixes de 93 euros par tonne, ou encore la nourriture pour chats et chiens qui avaient des droits de douane maximum de 1 218 dollars par tonne selon leur nature exacte.
Les viandes de volailles (poulet et dinde) et les œufs sont exclus de l'accord dans les deux sens, et les viandes bovines et porcines dans le sens allant du Canada vers l'UE. Des contingents d'accès exemptés de droits sont toutefois introduits de manière progressive sur 3, 5 ou 7 ans. Ainsi, les quotas de viandes bovines passeront de 4 162  à   45 840 tonnes par an, alors que les quotas de viandes porcines passeront de 5 549  à   75 000 tonnes par an. Cela représente respectivement 0,8 % et 0,4 % de la production européenne. Un contingent de 61 000 tonnes de blé et un contingent de 8 000 tonnes de maïs en conserve (contre un contingent de 1 333 tonnes avant cet accord) est également accordé. Par ailleurs, les produits laitiers au départ de l'Union européenne sont exclus. Là aussi, un contingent tarifaire, s'ajoutant à celui qui existe déjà, est toutefois introduit. Ainsi, la quantité de fromage européen exempté de droit de douane sur le marché canadien passera de 13 471  à   31 971 tonnes,. Cela représente 0,3 % du tonnage de la production fromagère européenne. Le traité oblige le Canada à reconnaître 145 appellations d'origines contrôlées européennes non viticoles sur les 1 500 que compte l'Union européenne (le Canada reconnaissait déjà la plupart des AOC viticoles) Sur ces 145 AOP protégées, 42 sont françaises. Les produits agricoles ou alimentaires non conformes aux règles de l'UE tels que le bœuf aux hormones, l'utilisation de ractopamine sur les porcs ou le poulet au chlore sont exclus de l'accord, de même que les OGM qui ne sont pas approuvés par l'UE.
Pour être éligibles aux dispositions de l'accord, les produits doivent satisfaire aux conditions d'origine détaillées dans la partie « Protocole sur les règles d'origine et les procédures d'origine ». Par exemple les animaux doivent être nés, avoir été élevés et avoir été abattus au Canada pour que leur viande soit considérée comme canadienne au sens de l'accord.

### Autres volets
Le traité comporte d'autres volets concernant :
- le commerce des services ;
- l'harmonisation des normes actuelles et futures, avec la reconnaissance des normes européennes pour exporter au Canada[57]. L'accord prévoit de mettre en place un comité chargé d’harmoniser les normes appelé Forum pour la coopération réglementaire, entité qui n'a qu'un pouvoir consultatif[73] ;
- l'ouverture des marchés publics, notamment au Canada où 30 % des marchés publics seront ouverts contre seulement 10 % actuellement[57], alors que les marchés publics européens ne devraient pas être plus ouverts aux entreprises canadiennes car 90 % des marchés publics sont déjà ouverts avant cet accord[57]. Cela ne concerne ni le secteur audiovisuel, ni le secteur régalien, ni celui des services aériens[74].
- des dispositions sur le droit d'auteur, par exemple le droit de la propriété industrielle sur les médicaments au Canada seront prolongés de deux ans[57]. Le droit d'auteur dans le secteur pharmaceutique au Canada doit également s'harmoniser avec celui européen[75] ;
- un mécanisme de règlement des différends entre investisseurs et États[14] ;
- un volet sur le développement durable, l'environnement et le droit du travail, plus détaillés et engagés que de nombreux accords précédents[63]. Des reconnaissances de qualifications et de diplômes sont également incluses et rationalisées dans le traité[58].

L'accord prévoit de mettre en place un comité chargé de harmoniser les normes appelé Forum pour la coopération réglementaire, entité qui n'a qu'un pouvoir consultatif.

## Effets économiques
Selon Eurostat, depuis la date de l'adoption partielle de l'accord, c'est-à-dire de septembre 2017 à juillet 2018, les exportations de l'Union européenne vers le Canada ont augmenté de 7 % en valeur (en euros), par rapport à la même période l'année précédente, alors que les exportations du Canada vers l'Union européenne sur cette même période ont diminué de 3 %.
D'après la Commission européenne, sur la période d'octobre 2017 à juin 2018, l'augmentation des exportations vers le Canada par rapport à l'année précédente concerne des produits comme les machines, appareils et engins mécaniques (+8 %), les produits pharmaceutiques (+10 %), les produits cosmétiques (+11 %), les vêtements (+11 %), les fruits (+29 %), le chocolat (+34 %) ou encore les vins pétillants (+11 %).
Pour les seuls échanges agroalimentaires bilatéraux France-Canada, dans les 12 mois suivant la mise en application provisoire de l'accord, les importations canadiennes de produits français se sont élevées à 1 174 millions de dollars canadiens, par rapport à 1 036 millions de dollars canadiens pour la période de douze mois immédiatement antérieure, soit une progression de 13,3 %.
Parallèlement, les importations françaises de produits agroalimentaires canadiens se sont élevées à 314 millions d’euros, par rapport à 431 millions d’euros pour la période de 12 mois immédiatement antérieure, soit une diminution de 27,2 %.
Alors que la filière de l'élevage français s'inquiétait des conséquences de l'accord, les importations sont restées très limitées, tandis que le solde commercial bilatéral de la France pour les produits agro-alimentaires, déjà très excédentaire, s'est encore accru depuis la mise en application provisoire de l'AECG, notamment pour le fromage et dans une moindre mesure pour le vin. Les importations de viandes bovines canadiennes en France, en 2018, se sont élevées à 15 t (sur un total de 250 964 t), soit 0,006 % des importations.
Selon une étude d’impact réalisée par le Centre d'études prospectives et d'informations internationales (Cepii) en juin 2019, « l’impact de l’AECG sur le fret international apparaît limité » car le niveau des échanges entre le Canada et l’UE « reste marginal à l’échelle du commerce mondial » et parce que la hausse des échanges par voies maritimes compenserait une baisse des échanges routiers intra-européens. S'agissant des émissions de gaz à effet de serre, cette étude juge que l'impact de l'accord serait limité si les deux parties tenaient leurs engagements de l'Accord de Paris sur le climat, ce qui n'est pas encore le cas. Le Cepii estime également que la hausse des émissions de CO2 due au Ceta (1,31 million de tonnes en équivalent CO2 pour l’Europe, et 1,65 million pour le Canada) est compensée par la fiscalité carbone, ce que la Fondation Nicolas-Hulot pour la nature et l'homme (FNH) et l’Institut Veblen jugent discutable. La FNH met aussi en cause la hausse de 63 % des importations de combustibles fossiles en Europe entre septembre 2017 et septembre 2018, « en majorité issus des sables bitumineux canadiens (jusqu’à 49 % plus émetteurs de gaz à effet de serre que le pétrole conventionnel et aux effets catastrophiques pour la biodiversité) ».
Dans le cadre du Brexit, le Royaume-Uni souhaite obtenir avec l'Union européenne d'un accord similaire à celui de l'Accord économique et commercial global, selon euractiv.

## Prises de position

### Positions contre l'accord

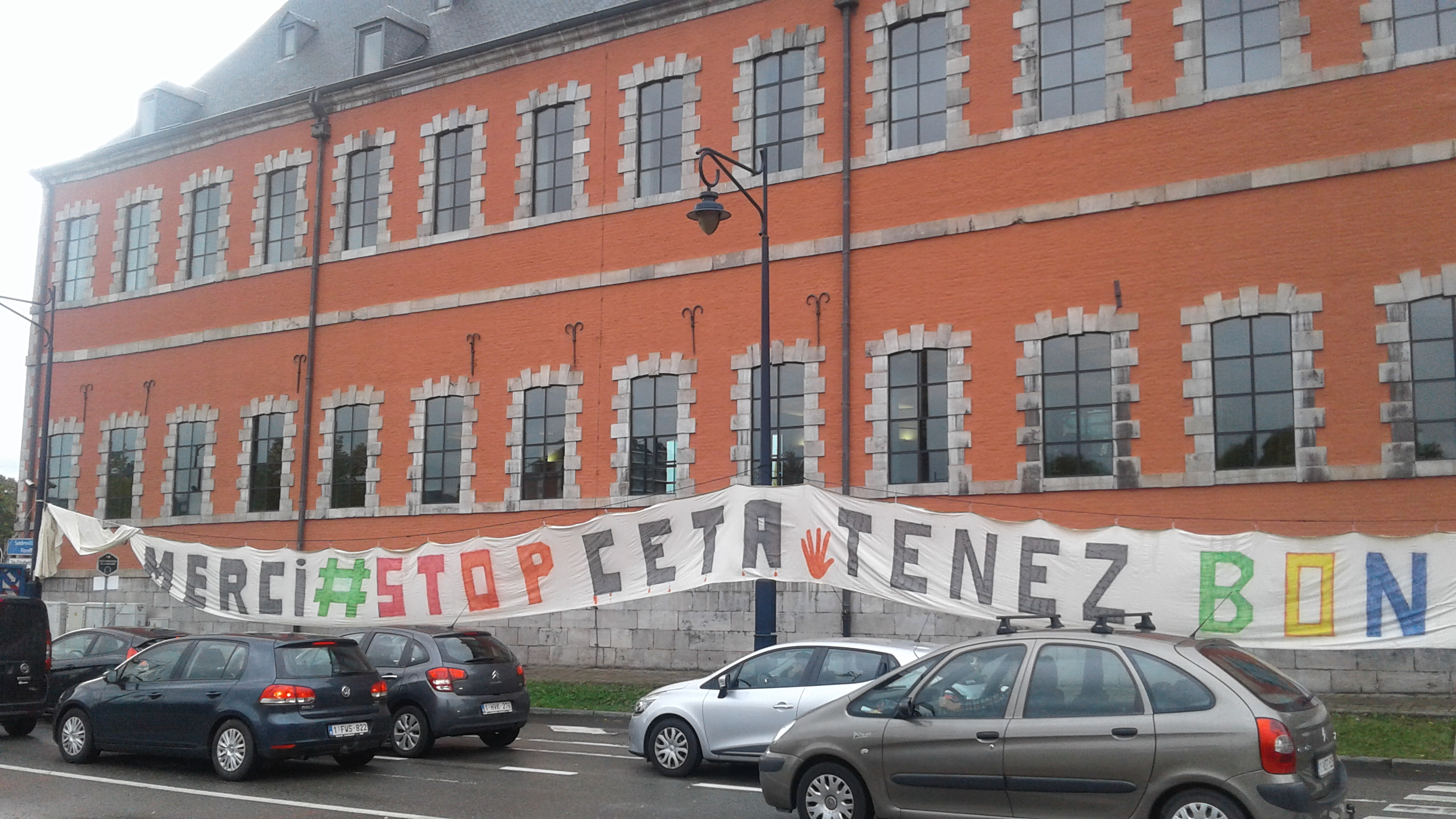
Bannière de soutien à la contestation de l'accord commercial sur la façade du Parlement wallon à Namur le 19 octobre 2016.

L'accord est critiqué car il induirait une industrialisation supplémentaire de l'industrie alimentaire et de ses filières agro-alimentaires (élevage bovin notamment). Selon certaines critiques il favorisera les grandes industries au détriment des ouvriers et des professions indépendantes.
Ses opposants notent qu'une importante partie de l'accord porte sur une application plus stricte de la propriété intellectuelle, notamment de la responsabilité légale des fournisseurs d'accès à Internet, un bannissement des technologies qui peuvent être utilisées pour contourner les droits d'auteur, et d'autres dispositions similaires à ACTA, DMCA, PIPA, et SOPA.
Le mécanisme de protection des investissements (aussi connu sous le nom de clause ISDS ou RDIE) est aussi source de préoccupations. L'opinion allemande y est sensible en raison d'une plainte déposée par la société suédoise Vattenfall contre l'État allemand ; cette société, qui exploite deux centrales nucléaires en Allemagne, demande compensation à la suite de la décision du gouvernement allemand en 2012 d'abandonner cette source d'énergie. D'autres entreprises ont déposé plainte contre l'Allemagne pour la même raison.

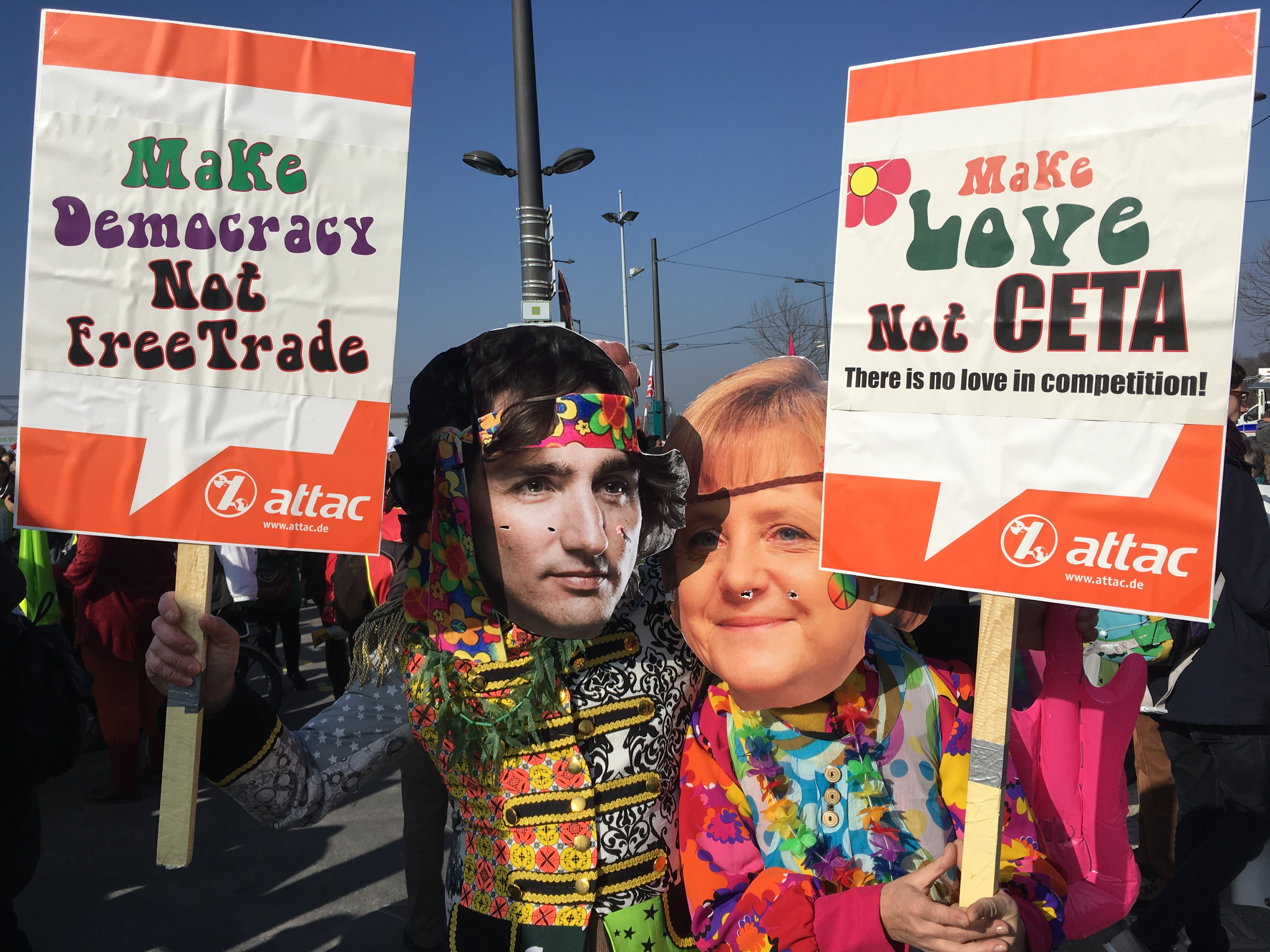
Manifestants devant le Parlement européen le 15 février 2017.

Le 29 février 2016, la Commission européenne publie un texte modifiant la clause sur les tribunaux arbitraux privés en un système de Cour sur l'investissement (ICS) dont les trois membres (un Européen, un Canadien, un tiers) sont choisis dans un groupe de 15 personnes (cinq canadiens, cinq européens et cinq tiers),,. Selon ATTAC, cette nouvelle mouture ne corrige pas les écueils introduits par le mécanisme de règlement des différends entre investisseurs et États car elle pérenniserait et institutionnaliserait l'arbitrage « investisseurs contre État » pour l'AECG et les accords multilatéraux négociés par l'Union européenne, à travers la création d'une cour multilatérale sur l'investissement[source insuffisante].
De nombreuses personnalités françaises, de gauche comme de droite, s'élèvent contre cet accord ; Nicolas Hulot le qualifie de « climaticide », José Bové « d'illégal »[réf. nécessaire], Jean-Luc Mélenchon, de « Cheval de Troie », et le Front national de « mauvais coup porté aux nations européennes »[source insuffisante].
En Allemagne, à Berlin le 10 octobre 2015 250 000 personnes manifestent contre le traité et le 17 septembre 2016, 190 000 à 320 000 personnes défilent à nouveau. En 2016, les sondages indiquent que les trois quarts des personnes interrogées rejettent le CETA. L'opposition au traité agrège un front social aussi large qu’hétérogène, comprenant des organisations de défense de l’environnement et des consommateurs, comme Greenpeace et Foodwatch, les mouvements altermondialistes, la Confédération allemande des syndicats (DGB), ou encore des associations diverses comme le Conseil de la culture ou l'Association des magistrats allemands. Les Églises évangélique et catholique se sont également montrées critiques. Mais parmi les partis politiques, seuls Die Linke et Les Verts ont contesté l'accord.
En février 2017, l'association foodwatch, l'Institut Veblen et la Fondation Nicolas-Hulot pour la nature et l'homme ont affirmé dans un rapport commun que l'AECG était contraire à la Constitution française. Le 22 février, le Conseil constitutionnel a été saisi par une centaine de députés afin qu'il tranche la question,. En juillet 2017, ses membres ont estimé qu'il n'était pas contraire à la Constitution.
En septembre 2017, la Belgique a demandé l’avis de la Cour de justice de l'Union européenne (CJUE) sur le tribunal d’arbitrage entre investisseurs et États (ICS) prévu dans l’accord. Le 30 avril 2019, la CJUE a indiqué que « La Cour estime que les engagements pris par la Commission et le Conseil pour assurer l’accessibilité des tribunaux envisagés aux PME suffisent pour conclure que le CETA est compatible avec l’exigence d’accessibilité » et a validé l'AECG.
En juillet 2019, juste avant l'adoption du traité par l'Assemblée nationale, les opposants au CETA soulignent que l'utilisation de certaines farines animales comme les farines de sang et la gélatine est autorisée dans l'alimentation des bovins au Canada, alors que ces farines sont interdites pour les éleveurs européens depuis la crise de l'ESB. L'importation sans droits de douane – déjà en vigueur dans le cadre de l'application provisoire de l'accord depuis septembre 2017, et même antérieurement depuis 2012, pour une quantité sous quotas qui doit croitre jusqu'en 2022 – est possible pour les viandes de ces animaux,. Les quantités importées en France restent très faibles, de l'ordre de quelques dizaines de tonnes.

### Positionnements pour l'accord
Face à l'opposition aux accords avec le Canada et les États-Unis, d'autres personnalités répondent aux accusations sur le contenu des accords et des négociations.
Ainsi, Corentin de Salle, spécialiste de la théorie du droit et directeur scientifique du Centre Jean Gol, le centre d'étude du Mouvement réformateur, parti politique belge francophone de centre-droit, adopte une vision positive de cet accord et des accords avec les deux pays d'Amérique du Nord en général. Selon lui, le développement du commerce a « toujours coïncidé avec […] la civilisation et le progrès » tandis que le contraire coïnciderait avec « la violence, la guerre et le recul économique, social et culturel ». Plus particulièrement, il pointe une « campagne de désinformation orchestrée par les opposants aux traités transatlantiques ».
L'autre point de l'accord faisant l'objet de critiques sont les tribunaux arbitraux qui, selon les opposants, permettraient aux entreprises d'attaquer les législations allant à l'encontre de leurs intérêts ce qui entraînerait l'abaissement du niveau des normes sanitaires, du travail, environnementales, etc. Sur ce point, il rappelle que les traités internationaux incluent presque toujours ce type de juridictions arbitrales afin de régler les différends entre parties et que ce système est ancien. Dans le cas de l'AECG, il estime que le système de protection des investissements serait d'autant plus indépendant qu'il est issu du système judiciaire public et prévoit la nomination de juges qualifiés par les pouvoirs publics et une procédure d'appel. Il affirme que ces tribunaux ne peuvent interférer avec les législations et juridictions nationales dont les juridictions restent souveraines. La « déclaration conjointe d'interprétation » signée au cours de l'été 2016 confirme que le mécanisme de règlement des différends adopté dans le cadre de l'AECG « limite la possibilité pour les investisseurs privés de contester les juridictions nationales relatives à l'environnement et à d'autres sujets ».
Corentin de Salle affirme que l'accord avec le Canada permettrait de rapporter environ 12 milliards d'euros par an à l'UE (ce chiffre correspond à l'estimation figurant dans l'étude conjointe publiée par l'UE et le Canada et représente 0,08 % du PIB de l'Union).
Le député européen Louis Michel souligne le rôle géopolitique de l'accord. En effet, selon lui, il permettrait de concurrencer les autres grandes puissances économiques et d'éviter qu'elles n'imposent leurs normes. Selon lui « le CETA n'est pas là pour détruire nos valeurs mais pour les consolider afin de fixer les normes mondiales plutôt que de suivre celles fixées par d'autres », dont la Chine et l'Inde.
En Allemagne, les syndicats patronaux, la CDU/CSU et le SPD se sont prononcés en faveur de l'accord.
En février 2017, lors de son adoption par le Parlement européen, la majorité des eurodéputés français s'opposent au traité. La plupart des élus LR soutiennent le texte, à l’exception de six d’entre eux qui s'abstiennent (Michèle Alliot-Marie, Arnaud Danjean, Angélique Delahaye, Michel Dantin, Brice Hortefeux et Nadine Morano). L'UDI et le MoDem sont divisés entre l’abstention (Marielle de Sarnez, Nathalie Griesbeck), l’opposition (Jean Arthuis, Robert Rochefort) et l’approbation (Sylvie Goulard, Dominique Riquet). De tous les candidats à l'élection présidentielle française de 2017, seul Emmanuel Macron est ouvertement favorable à l'AECG. Benoît Hamon, candidat du Parti socialiste (PS), entendait s'y opposer. En vue des élections législatives de 2017, le PS exige cette fois une simple réécriture du CETA.